# Aechmea sucreana
Aechmea sucreana är en gräsväxtart som beskrevs av Gustavo Martinelli och C.M.Vieira. Aechmea sucreana ingår i släktet Aechmea och familjen Bromeliaceae. Inga underarter finns listade i Catalogue of Life.